# Рикорда (массив подводных вулканов)
Подводный вулкан Рикорда — более точно, массив активных подводных вулканов, расположен в проливе Рикорда примерно посередине между островами Кетой и Ушишир.
Массив Рикорда имеет каталожный номер 9-п4.6 согласно «Каталогу активных вулканов мира», то есть принадлежит Курильской островной дуге (цифра 9), является подводным (буква п), входит в группу Расшуа (цифра 4 — порядковый номер группы с севера на юг) и в этой группе имеет порядковый номер 6 в субмеридиональном направлении.
Он состоит из нескольких вулканических конусов, вытянутых с севера на юг и венчается плоской вершиной размером примерно 2.5 x 8 км на глубине около 140 м. От о-ва Кетой массив Рикорда отделяется понижением рельефа до глубины более 300 м, от о-ва Ушишир — более 400 м. Последнее извержение было в 2000 году.
Магнитная аномалия вулканического массива Рикорда превышает более чем в 3 раза фоновый уровень остальных вулканов группы Расшуа.
Открыт в результате экспедиции Института океанологии АН СССР на научно-исследовательском судне «Витязь» и назван в честь выдающегося русского мореплавателя адмирала Петра Ивановича Рикорда.